# Air Tahiti Nui
Air Tahiti Nui es una compañía francesa y es la aerolínea de bandera de la Polinesia Francesa con su base en Papeete, Tahití, Francia. Opera vuelos internacionales a los principales mercados emisores y receptores de turismo. Su aeropuerto principal es el Aeropuerto Internacional Faa'a, en Papeete.

## Historia
Air Tahiti Nui fue creada el 31 de octubre de 1996 y comenzó a efectuar vuelos el 20 de noviembre de 1998 con aviones A340-200, en 2003 la aerolina compró A340-300, el A340-200 fue entregado a Air Bourbon. Con la llegada de los A340-300 se puso la bandera de la Polinesia francesa debajo del color azul turquesa, la aerolínea abrió destinos a Osaka, Nueva York y Sídney, pero estos fueron cancelados por una crisis económica. 
Es la primera aerolínea internacional con base en Papeete, Tahití, creada para incentivar la llegada de turismo. El gobierno de la Polinesia Francesa es el accionista principal (61,7%) junto con otros inversores locales. Actualmente, Air Tahiti Nui tiene 782 empleados.
El 16 de marzo de 2020, Air Tahiti Nui estableció un récord mundial con el vuelo comercial sin escalas más largo de la historia. Este se dio en la ruta de París a Papeete, una distancia de 15.715 kilómetros en un tiempo de 15 horas y 45 minutos. El vuelo generalmente hace una escala en Los Ángeles o Seattle, pero en esta fecha la escala no fue posible debido a las restricciones de viaje del coronavirus.

## Destinos
Air Tahiti Nui ofrece vuelos a los siguientes destinos:
| Países                        | Destinos        | Aeropuertos                                |
| Asia                          | Asia            | Asia                                       |
| ----------------------------- | --------------- | ------------------------------------------ |
| Japón                         | Tokio           | Aeropuerto Internacional de Narita         |
| Europa                        |                 |                                            |
| Francia                       | París (vía LAX) | Aeropuerto de París-Charles de Gaulle      |
| Norteamérica                  |                 |                                            |
| Estados Unidos                | Los Ángeles     | Aeropuerto Internacional de Los Ángeles    |
| Estados Unidos                | Seattle         | Aeropuerto Internacional de Seattle-Tacoma |
| Oceanía                       |                 |                                            |
| Nueva Zelanda                 | Auckland        | Aeropuerto Internacional de Auckland       |
| Polinesia Francesa ( Francia) | Papeete         | Aeropuerto Internacional Faa'a (HUB)       |

### Destinos finalizados
| Países         | Destinos   | Aeropuertos                              |
| Asia           | Asia       | Asia                                     |
| -------------- | ---------- | ---------------------------------------- |
| Japón          | Osaka      | Aeropuerto Internacional de Kansai       |
| Norteamérica   |            |                                          |
| Estados Unidos | Nueva York | Aeropuerto Internacional John F. Kennedy |
| Oceanía        |            |                                          |
| Australia      | Sídney     | Aeropuerto Internacional Kingsford Smith |

## Flota

### Flota actual
La flota de Air Tahiti Nui consiste en las siguientes aeronaves:
| Aeronaves    | En servicio | Pedidos | Pasajeros                                        | Pasajeros                                        | Pasajeros                                        | Pasajeros                                        | Matrículas                                       | Antigüedad                                       |
| Aeronaves    | En servicio | Pedidos | C                                                | Y+                                               | Y                                                | Total                                            | Matrículas                                       | Antigüedad                                       |
| ------------ | ----------- | ------- | ------------------------------------------------ | ------------------------------------------------ | ------------------------------------------------ | ------------------------------------------------ | ------------------------------------------------ | ------------------------------------------------ |
| Boeing 787-9 | 4           | —       | 30                                               | 32                                               | 232                                              | 294                                              | F-OMUA «Fakarava»                                | 6,8 años                                         |
| Boeing 787-9 | 4           | —       | 30                                               | 32                                               | 232                                              | 294                                              | F-ONUI «Tupaia»                                  | 6,6 años                                         |
| Boeing 787-9 | 4           | —       | 30                                               | 32                                               | 232                                              | 294                                              | F-OVAA «Bora Bora»                               | 6,2 años                                         |
| Boeing 787-9 | 4           | —       | 30                                               | 32                                               | 232                                              | 294                                              | F-OTOA «Tetiaroa»                                | 5,9 años                                         |
| Total        | 4           | —       | Edad media de la flota (julio de 2025): 6,4 años | Edad media de la flota (julio de 2025): 6,4 años | Edad media de la flota (julio de 2025): 6,4 años | Edad media de la flota (julio de 2025): 6,4 años | Edad media de la flota (julio de 2025): 6,4 años | Edad media de la flota (julio de 2025): 6,4 años |

### Flota histórica
| Aeronaves       | Total | Introducido | Retirado | Matrículas                                                                                      |
| --------------- | ----- | ----------- | -------- | ----------------------------------------------------------------------------------------------- |
| Airbus A340-200 | 1     | 1998        | 2003     | F-OITN «Bora Bora»                                                                              |
| Airbus A340-300 | 5     | 2001        | 2019     | F-OJGF «Mangareva», F-OJTN «Bora Bora», F-OSEA «Rangiroa», F-OSUN «Moorea» y F-OLOV «Nuku Hiva» |

## Clases
- Poerava Business : La Poerava Business es la clase ejecutiva de Air Tahiti nui, con asientos Collins Aerospace "Parallel Diamond", reclinabes a 90°, en una configuración 2-2-2.
- Moana Premium Economy : La Moana Premium Economy es la classe económica premium, con asientos Safran Seats Z535, pantallas de 13" y reclinables de 20cm, en una configuración 2-3-2.
- Moana economy: La  Moana economy es la clase económica, tiene configuración de 3-3-3, con asientos Safran Seats Z300, pantallas de 11" y reclinables de 15cm.

## Renovación de las cabinas
La cabina del nuevo Boeing 787 ha sido completamente rediseñada. Esta nueva cabina se ha beneficiado de nuevos asientos y una nueva clase "Moana Premium Economy". Los nuevos asientos de clase ejecutiva son por primera vez asientos reclinables de 90° Los Airbus A340-300 también se beneficiaron de una renovación de su cabina a partir de 2012, pero éstos fueron retirados de la flota en 2019, reemplazados por los Boeing 787-9. 